# Thorigné-d’Anjou
Thorigné-d’Anjou település Franciaországban, Maine-et-Loire megyében. Lakosainak száma 1238 fő (2022. január 1.). Thorigné-d’Anjou Chenillé-Champteussé, Grez-Neuville, Montreuil-sur-Maine, Sceaux-d’Anjou és Le Lion-d'Angers községekkel határos.

## Népesség
A település népessége az elmúlt években az alábbi módon változott:
| Lakosok száma | 369  | 576  | 680  | 978  | 1189 | 1217 | 1226 | 1235 | 1252 | 1238 |
|               | 1968 | 1982 | 1990 | 2006 | 2013 | 2015 | 2017 | 2019 | 2020 | 2022 |